# Seychellaltica
Seychellaltica là một chi bọ cánh cứng trong họ Chrysomelidae.
Chi này được miêu tả khoa học năm 2002 bởi Biondi.

## Các loài
Các loài trong chi này gồm:
- Seychellaltica gardineri Biondi, 2002
- Seychellaltica mahensis (Maulik, 1931)
- Seychellaltica praslinensis Biondi, 2002